# Plasa Cotiugenii-Mari, județul Soroca
Plasa Cotiugenii-Mari a fost o unitate administrativă din cadrul județul Soroca, ținutul Prut. Reședință de plasă era satul Cotiugenii-Mari. 

Plasa Cotingenii-Mari  avea (la 1930) 56 localități:
1. Bursuc
2. Căprești-Colonie
3. Căprești-Sat
4. Cerlina
5. Ciornița
6. Ciripcău
7. Climăuții-de-Jos
8. Cobâlea-Nouă
9. Cobâlea-Veche
10. Coșărnița
11. Cot
12. Cotiungenii-Mari
13. Cremenea
14. Cuhureștii-de-Jos
15. Cuhureștii-de-Sus
16. Cunicea
17. Cușmirca
18. Domulugeni
19. Făgădău
20. Hârtop
21. Japca
22. Liublin-Colonie
23. Mănăstirea-Coșălăuța
24. Mănăstirea-Dobrușa
25. Mârzești
26. Napadova
27. Nemireuca
28. Nicolaeni
29. Pohoarna
30. Poiana
31. Prodăneștii-Noui
32. Prodăneștii-Vechi
33. Răcești
34. Rogojeni
35. Românca
36. Roșieticii-Noui
37. Roșieticii-Vechi
38. Salcea
39. Sănătăuca
40. Slobozia-Coșălăuca
41. Slobozia-Dobrușa
42. Slobozia-Vorâncău
43. Socola
44. Soloneț
45. Șestaci
46. Ștefănești
47. Temeleuți
48. Țipordei
49. Unchitești
50. Vadul-Rașcov
51. Văscăuți
52. Vârtejeni-Colonie
53. Vârtejeni-Sat
54. Vorâncău
55. Zahorna
56. Zaluceni